# Oreophrynella
Oreophrynella es un género de anfibios anuros de la familia de los bufónidos o sapos verdaderos (Bufonidae). Son endémicas de los tepuis de Venezuela y Guyana.

## Especies
Se reconocen las siguientes según ASW:
| Nombre binominal             | Autor                                    |
| ---------------------------- | ---------------------------------------- |
| Oreophrynella cryptica       | Señaris, 1995                            |
| Oreophrynella dendronastes   | Lathrop & MacCulloch, 2007               |
| Oreophrynella huberi         | Diego-Aransay & Gorzula, 1990            |
| Oreophrynella macconnelli    | Boulenger, 1900                          |
| Oreophrynella nigra          | Señaris, Ayarzagüena & Gorzula, 1994     |
| Oreophrynella quelchii       | Boulenger, 1895                          |
| Oreophrynella seegobini      | Kok, 2009                                |
| Oreophrynella vasquezi       | Señaris, Ayarzagüena & Gorzula, 1994     |
| Oreophrynella weiassipuensis | Señaris, DoNascimento & Villarreal, 2005 |

## Adaptaciones
Estas ranas se adaptaron para resistir temperaturas muy frías y resistir la radiación ultravioleta que existe en la cima de los tepuyes, esto es debido a las verrugas y la piel que tiene alrededor de su cuerpo las cuales regulan su temperatura corporal y también desvían la radiación ultravioleta.